# Linha Kolhtsevaia (metro de Moscovo)

Linha Kolhtsevaia

A linha Kolhtsevaia (em russo:  Кольцевая), por vezes referida como linha 5, é uma das linhas do metro de Moscovo, na Rússia.
Foi inaugurada em 1 de janeiro de 1950 (75 anos) e circula entre as estações de Kievskaia e Park Cultury. Tem, ao todo, 12 estações.